# Åbo Akademi

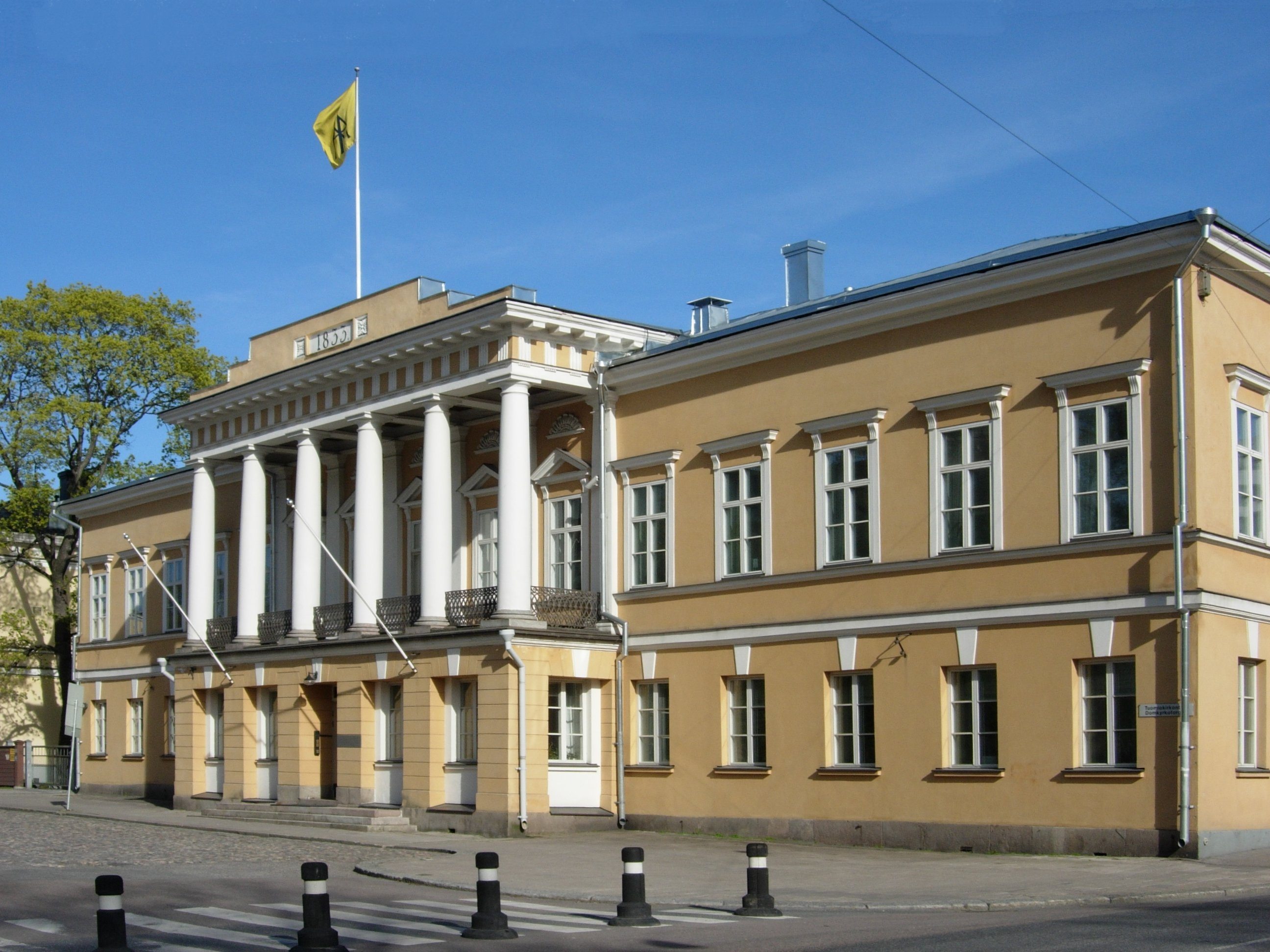
Åbo Akademis huvudbyggnad vid Domkyrkotorget.

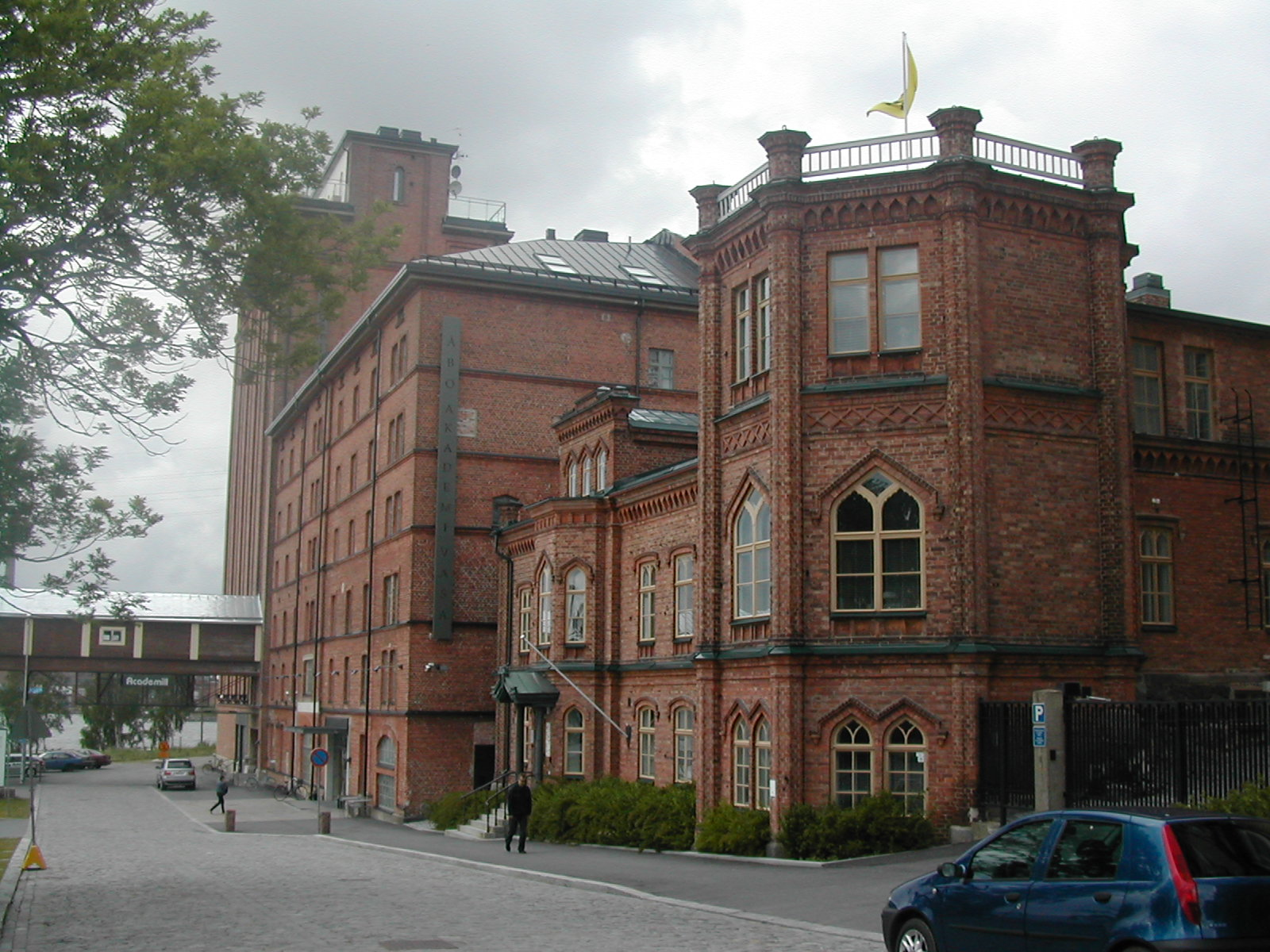
Åbo Akademis byggnader i Vasa.

Åbo Akademi (ÅA) är ett svenskspråkigt finländskt universitet i Åbo i Finland. Det är världens enda helt svenskspråkiga högskola utanför Sverige med mer än en fakultet. Det grundades år 1918 och har idag fyra fakulteter: fakulteten för humaniora, psykologi och teologi, fakulteten för naturvetenskaper och teknik, fakulteten för pedagogik och välfärdsstudier samt fakulteten för samhällsvetenskaper, ekonomi och juridik. Universitetet har campus i Åbo och Vasa.  
Åbo Akademi har 2020 omkring 5 500 inskrivna studerande, varav 4 900 grundexamensstuderande och 650 forskarstuderande, samt 1 100 anställda. Årligen utexamineras ungefär 500 magistrar och 65 doktorer.
Universitetet är medlem av Coimbragruppen.
Alla grundexamensstuderande hör till Åbo Akademis Studentkår.
Vid Åbo Akademi finns två studentkörer, damkören Florakören och manskören Brahe Djäknar, båda med Ulf Långbacka som dirigent sedan 1991.
Rektor för Åbo Akademi var från augusti 2019 till november 2021 Moira von Wright. Carl G. Gahmberg fungerar som Åbo Akademis kansler under åren 2020-2024. Sedan 2 februari 2022 är Mikael Lindfelt rektor.

## Historik

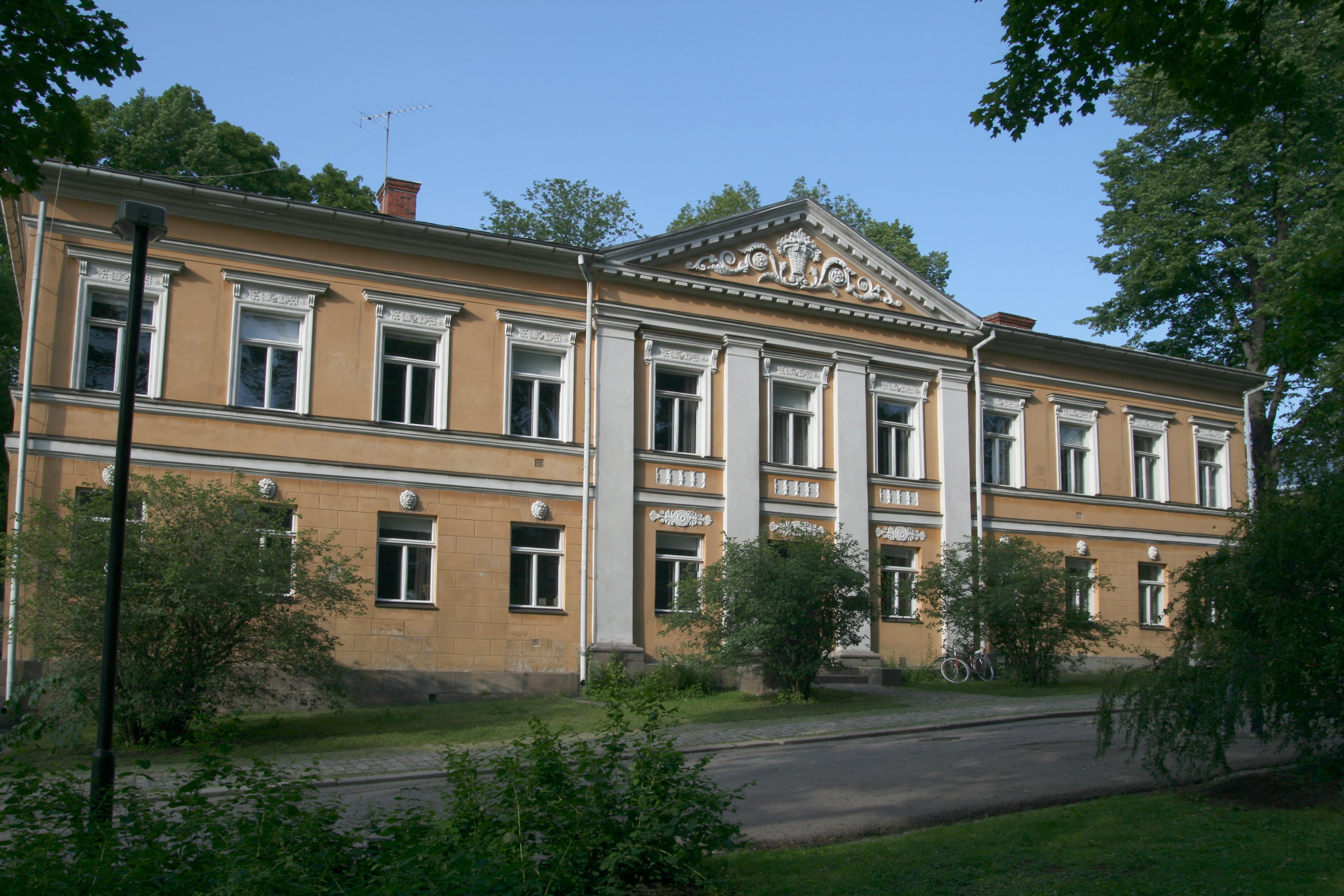
Många av akademins byggnader är borgarhem donerade till akademin. "Domvillan" (Säwes hus) testamenterades till Akademin av Magnus och Ellen Dahlström.

Stiftelsen för Åbo Akademi grundades den 18 juni 1917 på initiativ av 35 privatpersoner. Grundkapitalet var 3,47 miljoner dåtida mark. Ändamålet var att med avkastningen av det donerade kapitalet grunda och upprätthålla en högskola i Åbo med svenskt undervisningsspråk under namn av Åbo Akademi. Universitetet Åbo Akademi kunde inleda sin verksamhet 1918. Dels ville man att Åbo åter skulle bli en universitetsstad – Kungliga Akademien i Åbo hade flyttats till Helsingfors efter Åbo brand – dels ansåg man att Helsingfors universitet, som den nu hette, var alltför finskdominerat.
Akademin grundades genom bidrag av 35 personer, bland dem bröderna Ernst och Magnus Dahlström. Så småningom fick akademin statsbidrag, första gången 1950, årligen sedan 1963. Akademin förstatligades 1981.
Ursprungligen hade akademin tre fakulteter: en humanistisk, en statsvetenskaplig (den första i Norden) och en naturvetenskaplig. En kemisk-teknisk fakultet och en teologisk fakultet grundades genom särskilda donationer 1920 respektive 1924. År 1974 grundade den pedagogiska fakulteten och 1992 den vårdvetenskapliga fakulteten i Vasa. Handelshögskolan som inrättats 1927 genom ett testamente, sammanslogs med akademin 1980. Den statsvetenskapliga fakulteten och handelshögskolan bildade ekonomisk-statsvetenskapliga fakulteten. Akademin hade då sju fakulteter.
Den nya universitetslagen[när?] ledde till radikal ändring av förvaltningsstrukturen.

### Rektorslängd
- 1918–1921: Edvard Westermarck
- 1921–1929: Severin Johansson
- 1929–1936: Otto Andersson
- 1936–1942: Rolf Pipping
- 1942–1950: Georg Olof Rosenqvist
- 1950–1957: Lars Erik Taxell
- 1957–1962: Sven Lindman
- 1962–1966: Oscar Nikula
- 1966–1969: Nils Erik Enkvist
- 1969–1975: Karl-Gustav Fogel
- 1975–1978: Kurt Nyholm
- 1978–1982: Bill Widén
- 1982–1988: Caj-Gunnar Lindström
- 1988–1997: Bengt Stenlund
- 1997–2005: Gustav Björkstrand
- 2006–2014: Jorma Mattinen
- 2015–2019: Mikko Hupa[8]
- 2019–2021: Moira von Wright[3][9]
- 2022–: Mikael Lindfelt[10]

## Fakulteter och utbildningslinjer

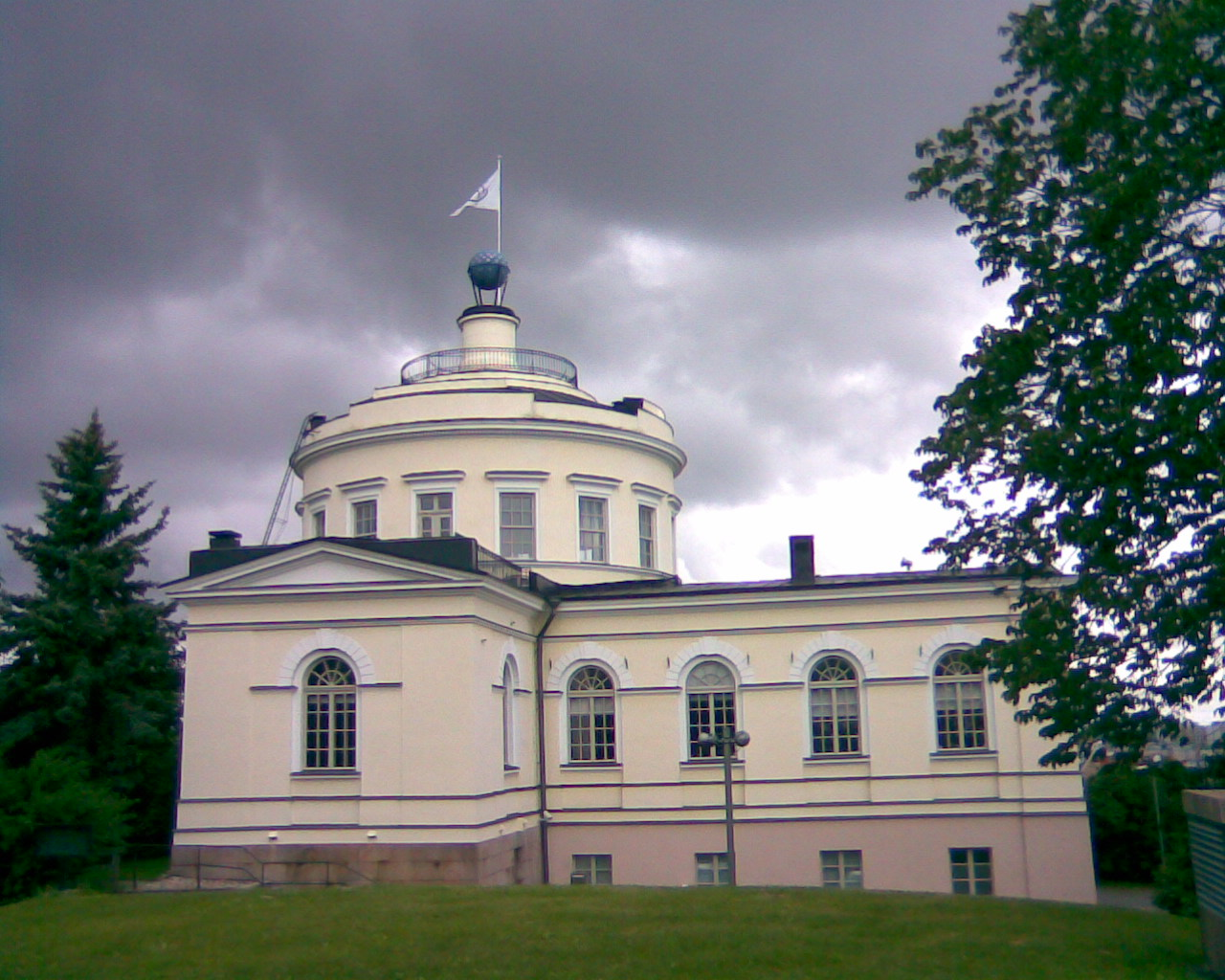
Åbo akademis gamla observatorium på Vårdberget.

Sedan den 1 januari 2015 har Åbo Akademi fyra fakulteter. Utbildningen organiseras i utbildningslinjer bestående av ämnen och/eller ämneskluster.

### Fakulteten för humaniora, psykologi och teologi
- Utbildningslinjen för kultur, filosofi och historia
- Utbildningslinjen för logopedi
- Utbildningslinjen för psykologi
- Utbildningslinjen för språk
- Utbildningslinjen för teologi

### Fakulteten för pedagogik och välfärdsstudier
- Utbildningslinjen för allmän pedagogik och vuxenpedagogik
- Utbildningslinjen för lärare i småbarnspedagogik
- Utbildningslinjen för hälsovetenskaper
- Utbildningslinjen för klasslärare
- Utbildningslinjen för socialvetenskaper
- Utbildningslinjen för speciallärare
- Utbildningslinjen för ämneslärare

### Fakulteten för samhällsvetenskaper, ekonomi och juridik
- Utbildningslinjen för ekonomi
- Utbildningslinjen för juridik
- Utbildningslinjen för samhällsvetenskaper

### Fakulteten för naturvetenskaper och teknik
- Utbildningslinjen för biovetenskaper
- Utbildningslinjen för informationsteknologi
- Utbildningslinjen för naturvetenskaper
- Utbildningslinjen för farmaci
- Utbildningslinjen för kemiteknik

Fakulteterna leds av dekaner och utbildningen inom en utbildningslinje koordineras av utbildningsansvariga.

## Åbo Akademis bibliotek

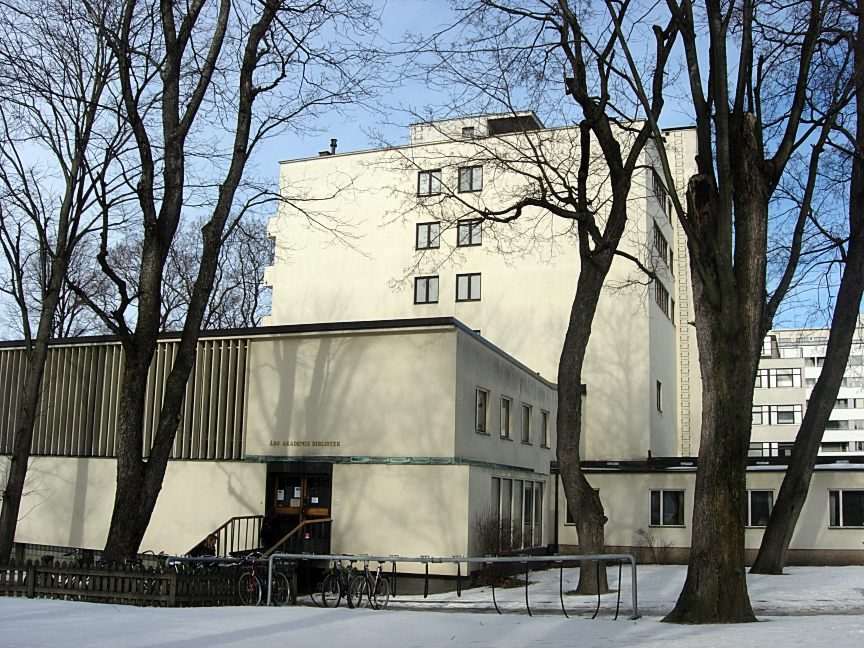
Bibliotekets huvudbyggnad.

Åbo Akademis biblioteks verksamhet inleddes 1919, strax efter akademins. Biblioteket har sedan det grundades haft friexemplarsrätt, rätt att få ett exemplar av det som trycks i Finland (och visst annat material), nu som ett av sex sådana universitetsbibliotek. Biblioteket har huvudsakligt ansvar för den finlandssvenska litteraturen – och kallas för det finlandssvenska nationalbiblioteket – och har också näst Finlands nationalbibliotek (f.d. Helsingfors universitets bibliotek) de största samlingarna av gamla böcker i Finland. Bibliotekets handskrifts- och bildenhet samlar brev, dagböcker och annat material av intresse för folklivs- och historieforskning. 
Åbo Akademis bibliotek innehar och förvaltar ett betydande kulturellt arv, främst finlandssvenskt och finländskt, bestående bland annat av handskrifter (t.ex. manuskript), brevsamlingar, bilder (landets största bildsamling, grundad 1911), inkunabler, med mera.
Tack vare en donation år 1934 från Gertrud (1870–1959) och Gösta (1869–1955) Branders kunde ett bibliotekshus kallat Boktornet byggas. Arkitekt var Erik Bryggman. Makarna Branders' enda barn, Else Branders (1901–1997), fortsatte i sina föräldrars fotspår. Hennes testamente gav Stiftelsen för Åbo Akademi en stor förmögenhet. Familjens Branders har varit och är av mycket stor betydelse för Åbo Akademis biblioteks verksamhet.
Biblioteket är ett forskningsbibliotek, i första hand avsett för forskare och studerande vid Åbo Akademi, men betjänar också allmänheten. Biblioteket betjänar vid fyra servicepunkter, Arkens bibliotek, ASA biblioteket och Boktornet i Åbo samt Academillbiblioteket i Vasa. 
Sedan augusti 2021 är Yrsa Neuman överbibliotekarie för Åbo Akademis bibliotek. 

## Samlingar och kulturföremål
Förutom biblioteket förvaltar Åbo Akademi en rad kulturhistoriska platser och en betydande konstsamling. De kulturhistoriska verksamheter som ingår i Stiftelsens för Åbo Akademi kulturella verksamhet är Museet Ett Hem, Sibeliusmuseum, Sjöhistoriska museet med Sigyn, Kankas gård i Masku (avyttrad), Mineralsamlingen, Mynt och medaljsamlingen och konstsamlingen. 
Stora delar av Stiftelsens för Åbo Akademi konstsamling kom till via de Dahlströmska donationerna och har inte kommit till stånd genom ett metodiskt samlande utan via olika donationer. Många av målningarna består av porträtt av personer som har haft anknytning till det gamla Åbo Akademi. Samlingen omfattar över 1000 arbeten i olja, akvarell, pastell, teckningar, reliefer, skulpturer eller grafik. Få av konstverken är placerade så att de är publika för allmänheten utan de är hängda i Åbo Akademis och Yrkeshögskolan Novias lokaler inklusive kontor, arbetsrum och konsitoriesalar.  Bland verken ingår målningar av Aksell Gallen-Kallela, Henry Milbourne, Severin Falkman, Berndt Lindholm och Eero Järnefelt. 